# Colutea armata
Colutea armata är en ärtväxtart som beskrevs av William Botting Hemsley och John Henry Lace. Colutea armata ingår i släktet blåsärter, och familjen ärtväxter. Inga underarter finns listade i Catalogue of Life.